# بالماسکه (خاچاتوریان)
بالماسکه (انگلیسی: Masquerade) برای اجرای موسیقی صحنه براساس نمایشنامه‌ای به همین نام نوشته شاعر و نمایشنامه‌نویس روس میخائیل لرمانتف در سال ۱۹۴۱ توسط آرام خاچاتوریان نوشته شده است. پریمر این اثر در تاریخ ۲۱ ژوئن ۱۹۴۱ توسط یوگنی واختانگوف در مسکو صورت گرفته است.